# Alessandro Alunni Bravi
Alessandro Alunni Bravi (Umbertide; 23 de noviembre de 1974) es un abogado y gerente italiano, director general del grupo de empresas Sauber desde 2022 y representante del equipo Alfa Romeo F1 Team desde 2023. A lo largo de su carrera en los deportes de motor, Alunni Bravi ocupó el cargo de director de equipo y director general de Trident Racing y consejero general de ART Grand Prix y Spark Racing Technology, entre otras empresas, y actuó como asesor legal durante más de veinte años.

## Primeros años
Alunni Bravi nació en Umbertide, Italia, y creció en Passignano sul Trasimeno, sede de Coloni Motorsport, que compitió en la Fórmula 1 entre 1987 y 1991. Aficionado a las carreras desde muy joven, Alunni Bravi a menudo asistía al cercano Autódromo de Magione mientras crecía. En 1999, se graduó con honores en Derecho Civil de la Universidad de Perugia y posteriormente colaboró como profesor asistente en el departamento de Derecho durante dos años.

## Carrera
Alunni Bravi comenzó a trabajar como asesor legal, desde equipos de deportes de motor hasta pilotos, atletas y empresas de eventos deportivos. Entre 2002 y 2003, asumió el cargo de director general y Jefe de Equipo en Coloni Motorsport, que compitió en la Fórmula 3000 Internacional. En 2002, el equipo fue subcampeón de la categoría, acumulando cuatro victorias con los pilotos Giorgio Pantano y Enrico Toccacelo. Alunni Bravi luego pasó al WRC Rally Italia Cerdeña, donde actuó como Gerente General durante dos temporadas. De 2005 a 2008, fue director de equipo y director general de Trident Racing, que debutó en 2006 en la GP2 Series. En los años siguientes, Alunni Bravi comenzó una colaboración con All Road Management, además de asumir el cargo de Consejero general de ART Grand Prix, Spark Racing Technology y Birel ART. En 2016, fundó su propia empresa de gestión, Trusted Talent Management, que incluye entre sus clientes al campeón mundial de Fórmula E 2021-22, Stoffel Vandoorne, así como a Robert Kubica, Christian Lundgaard y Gianmaria Bruni.

### Sauber Group
Desde julio de 2017 en adelante, Alunni Bravi ocupó los cargos de miembro de la junta y asesor legal de Sauber Group. En marzo de 2022, fue nombrado director general, con la supervisión de marketing, comunicaciones, ventas, legal y finanzas del grupo de empresas.
Al comienzo de la temporada 2023, Alunni Bravi fue designado para el puesto adicional de representante del equipo Alfa Romeo F1 Team.

## Vida personal
Alunni Bravi vive en Suiza con su esposa e hijo desde 2011. Habla francés e inglés con fluidez. Juega al tenis en su tiempo libre. Apasionado por los rallies y los autos históricos, Alunni Bravi participó en la edición 2022 de Mille Miglia, el renacimiento anual de la icónica carrera de resistencia, compitiendo junto a la piloto de carreras y presentadora de televisión italiana Vicky Piria en un Alfa Romeo 1900 Sport Spider clásico.